# Aeroporto Internacional Yoff-Léopold Sédar Senghor
O Aeroporto Internacional de Yoff-Léopold Sédar Senghor (código IATA: DKR, código OACI: GOOY) é uma instalação aérea internacional em Dakar, no Senegal.
O aeroporto de nome inusualmente grande é um dos principais aeroportos do Senegal, podendo receber aviões tão grandes como os Boeing 747. É, também, um dos cinco aeroportos principais da agora difundida linha aérea multinacional Air Afrique. O aeroporto foi renomeado (desde Dakar-Yoff) como Léopold Sédar Senghor, um famoso poeta que foi presidente de Senegal de 1960 a 1980, e morreu em 2001.
Foi utilizado como escala do Concorde na rota Rio de Janeiro-Paris durante o período de operação daquele aparelho pela Air France.

## Construção de um novo aeroporto
Enquanto o aeroporto existente não atende às demandas de números de passageiros e de carga crescente, um novo aeroporto em nome Aeroporto Internacional Blaise Diagne esta em construccao actualmente e fica a 45 km a leste de Dakar.

## Linhas aéreas e destinos
| Linhas Aéreas                    | Destinos                                                                 |
| -------------------------------- | ------------------------------------------------------------------------ |
| Afrinat International Airlines   | Banjul, Freetown                                                         |
| Afriqiyah Airways                | Tripoli                                                                  |
| Aigle Azur                       | Marseille                                                                |
| Air Algérie                      | Algiers                                                                  |
| Air Burkina                      | Bamako, Ouagadougou                                                      |
| Air Europa                       | Madrid                                                                   |
| Air France                       | Paris-Charles de Gaulle                                                  |
| Air Ivoire                       | Abidjan, Conakry                                                         |
| Air Mali                         | Abidjan, Bamako, Brazzaville, Conakry, Cotonou, Douala, Libreville, Lomé |
| Arik Air                         | Accra, Abidjan, Banjul, Lagos                                            |
| Angel Airlines (operated por 8G) | Freetown                                                                 |
| Bellview Airlines                | Abidjan, Accra, Freetown, Lagos                                          |
| Benin Golf Air                   | Abidjan, Conakry, Cotonou                                                |
| Brussels Airlines                | Banjul, Brussels, Conakry                                                |
| Ceiba Intercontinental           | Cotonou                                                                  |
| Corsairfly                       | Paris-Orly                                                               |
| Delta Air Lines                  | Abuja, New York-JFK                                                      |
| ECAir                            | Bamako                                                                   |
| Emirates Airlines                | Dubai                                                                    |
| Etihad Airways                   | Abu Dhabi                                                                |
| Ethiopian Airlines               | Abidjan, Addis Ababa, Bamako, Ndjamena                                   |
| Iberia Airlines                  | Las Palmas de Gran Canaria, Madrid                                       |
| Kingfisher Airlines              | Abidjan, Bamaki, Bissau, Brussels, Conakry, Nouakchott, Ziguinchor       |
| Kenya Airways                    | Abidjan, Bamako, Nairobi                                                 |
| Lufthansa                        | Frankfurt                                                                |
| Mahfooz Aviation                 | Banjul                                                                   |
| Mauritania Airways               | Abidjan, Conakry, Nouakchott                                             |
| Meridiana                        | Milão                                                                    |
| Royal Air Maroc                  | Casablanca                                                               |
| Senegal Airlines                 | Bissau, Praia, Ziguinchor                                                |
| SkyLink Aviation                 | Abidjan, Conakry, Lome                                                   |
| Slok Air International           | Accra, Abidjan, Banjul, Conakry, Freetown, Monrovia                      |
| South African Airways            | Joanesburgo, New York-JFK, Washington-Dulles                             |
| TACV                             | Bissau, Praia - Encerra em 07/09/17                                      |
| TAP Portugal                     | Lisboa                                                                   |
| Tunisair                         | Tunis                                                                    |
| Turkish Airlines                 | Istanbul-Atatürk, Nouakchott, São Paulo-Guarulhos                        |
| Vueling Airlines                 | Barcelona                                                                |
| XL Airways France                | Cap-Skirring, Paris-Orly                                                 |

### Linhas Aéreas Cargueiras
| Linhas Aéreas      | Destinos                                                     |
| ------------------ | ------------------------------------------------------------ |
| Air France Cargo   | Paris-Charles de Gaulle                                      |
| LAN Cargo          | Miami                                                        |
| Lufthansa Cargo    | Frankfurt, Buenos Aires-Ezeiza, São Paulo-Viracorpos e Natal |
| Mountain Air Cargo | Cotonou                                                      |
| World Airways      |                                                              |